# Fireball (Suchmaschine)
Fireball ist eine 1996 gestartete Websuchmaschine aus Deutschland.

## Geschichte
Der Fachbereich Informatik der Technischen Universität Berlin entwickelte 1996 die erste deutschsprachige Websuchmaschine unter dem Namen Flipper, die später in Kitty umbenannt wurde. Der Suchdienst wurde von der Projektgruppe KIT am Lehrstuhl FLP der Technischen Universität Berlin im Auftrag der Verlagsgruppe Gruner + Jahr weiterentwickelt. Das Projektteam bestand aus Oli Kai Paulus, Helmut Hoffer von Ankershoffen, Nurhan Yildirim und Benhui Chen.
Im Juni 1997 wurde die Weiterentwicklung erstmals unter dem Namen „Fireball“ online gestellt. Der Suchroboter wurde dabei in „Kit-Fireball“ umbenannt.
Im April 1998 indizierte Fireball 6,5 Millionen deutschsprachige Dokumente. Eine Kooperation mit AltaVista ermöglichte die weltweite Suche. Der Surftip-Service wurde in Zusammenarbeit mit TV Today eingeführt. Auch die Live Suche wurde integriert.
Von 1997 bis 1999 wurde Fireball auch für die Websuche von T-Online verwendet.
1998 erweiterte Fireball sein Angebot um eine Nachrichten-Suchmaschine, die unter dem Namen Paperball firmierte. Ein „Firemail“ genannter E-Mail-Dienst kam ebenfalls hinzu. 1998 war Fireball deutscher Marktführer im Bereich der Suchmaschinen.
Zwar blieb bei Fireball die Websuche im Mittelpunkt, doch wurden zunehmend auch Funktionen eines Webportals hinzugefügt. Dazu zählten neben einem Webverzeichnis insbesondere redaktionelle Inhalte, wie Nachrichten, Ratgeber oder das Online-Jugendmagazin „zslash“. Im Januar 2000 verwaltete Fireball rund 13,5 Millionen Web-Dokumente. Ebenfalls im Januar 2000 startete in Zusammenarbeit mit dem südkoreanischen Portal Daum eine kurzlebige koreanische Version von Fireball. Das deutschsprachige Fireball erreichte im Januar 2000 68,7 Millionen Seitenaufrufe und 14 Millionen Besuche.
Ende 1999 wurde bekannt, dass Lycos Europe plane, Fireball zu übernehmen und anschließend an die Börse zu gehen. Im März 2000 wurde die Übernahme abgeschlossen, Fireball sowie die Dienste Paperball und Firemail wurden aber zunächst als Fireball Netsearch GmbH als eigenständige Tochtergesellschaft innerhalb von Lycos Europe weitergeführt. Nach der Übernahme durch Lycos Europe, das bereits mehrere andere Suchmaschinen betrieb, wurde die Weiterentwicklung Fireballs zurückhaltender verfolgt.
Nach der Übernahme sowie mit dem Aufstieg von Google verlor Fireball, wie nahezu alle anderen Suchmaschinen, binnen kürzester Zeit massiv an Marktanteil. Im August 2000 maß Gfk Online Monitor für Fireball einen Marktanteil von 22 % in Deutschland. 2001 lag dieser noch bei knapp 10 %. Mitte 2001 erfolgte ein Relaunch von Fireball, in dessen Folge die Erstellung eigener redaktioneller Inhalte weitgehend eingestellt wurde und Fireball sich wieder als reine Suchmaschine positionierte.
Dennoch fiel der Marktanteil weiter, er lag 2002 noch bei rund 2,5 % und stürzte bis 2005 auf lediglich 0,3 % ab. 2002 wurde Fireball als eigenständige Firma aufgelöst und vollständig von Lycos Europe aus verwaltet.
Lycos Europe ging 2003 eine Vermarktungskooperation mit Yahoo ein, die auch Fireball umfasste. 2004 wurde der Dienst Firemail eingestellt. 2008 verließ Lycos Europe Yahoo und ging nunmehr eine Vermarktungskooperation mit Google ein, welche Fireball mit einschloss.
2009 wurde Lycos Europe zerschlagen und Fireball an eine Schweizer Beteiligungsgesellschaft verkauft.
2011 wurde die Freemail-Sparte Firemail von Norbert Sehm, einem Bielefelder Unternehmer übernommen und wird seither über die Domain firemail.de weiter betrieben.
2016 wechselte Fireball erneut den Eigentümer und wird seitdem von der Fireball Labs GmbH mit Sitz in München und auf Basis neuer Technik weiterentwickelt.
2018 erfolgte ein Relaunch unter Einbeziehung der Community. Des Weiteren positioniert sich Fireball nun als "deine anonyme Suchmaschine": Fireball trackt und speichert keine Informationen über den Nutzer, wie z. B. IP-Adresse, User Agent, Spracheinstellungen oder Webseiten, die der User besucht oder besucht hat. Fireball speichert außerdem keine Zusammenhänge zwischen Suchanfragen eines Users.
2022 wurde Fireball von der englischen Centralnic Group PLC übernommen.

## Suchbereiche
- Web
- Bilder
- Videos
- Nachrichten
- Stadtplan
- Produkte